# Volkswagen
Volkswagen (pronunciación en alemán: [fɔlksˌvaːɡŋ̍] (escuchar)ⓘ) es un fabricante de automóviles con sede en Wolfsburgo, Baja Sajonia, Alemania. Volkswagen es la marca original y más vendida del Grupo Volkswagen, mayor fabricante de autos en el mundo en 2020.
Volkswagen significa «automóvil del pueblo» en alemán. El eslogan internacional de la empresa fue «Das Auto» («El automóvil»), aunque debido al escándalo de emisiones contaminantes de vehículos Volkswagen buscó cambiarlo a algo más humilde y menos pretencioso, por lo que, a principios de 2016, ha sido simplemente «"Volkswagen"».
Volkswagen tiene tres modelos en la lista de 10 coches más vendidos de todos los tiempos: Golf, Escarabajo y Passat. Con estos tres coches, el fabricante tiene más en la lista que aquellos de cualquier otro fabricante que continúan produciendo, según Wall Street.

## Historia

### Inicios de la fábrica

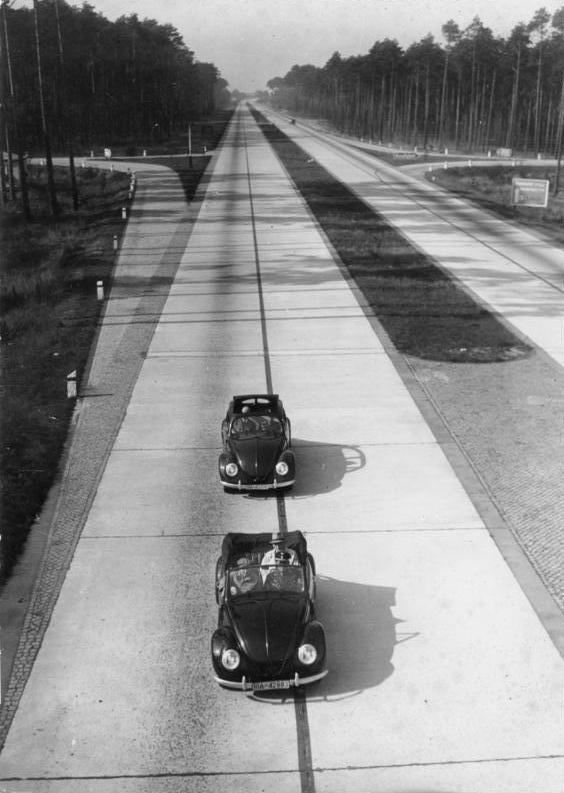
Dos KdF-Wagen en una autopista del Reich en 1943.

El nombre Volkswagen se debe a que en Alemania en los años 1930 surgió el proyecto de construir un automóvil que fuese accesible para el mayor número de personas. Cuando Adolf Hitler se alzó con el esperado poder en 1933, decidió poner en marcha un plan de fomento de la industria automotriz, con el objetivo de relanzar sus fábricas y hacerlas más competitivas frente a las inglesas y las francesas. De este modo se lanzó un concurso a los empresarios para la concesión de la fabricación del denominado automóvil del pueblo (Volkswagen). Ferdinand Porsche fue el encargado de llevar a cabo el proyecto, cuyo fin era construir un vehículo sencillo y barato que pudiese estar al alcance de la mayoría de los alemanes.
Hitler pretendía construir la fábrica más grande de Europa para la fabricación del automóvil del pueblo. Para ello, el requisito era tener acceso a una vía fluvial navegable. También era necesaria una central eléctrica propia, que abasteciera tanto a la fábrica como a la nueva ciudad. Hitler escogió el pueblo de Fallersleben, a orillas del canal de Mittelland. El lugar formaba parte desde el siglo XIV del condado de Schloss Wolfsburg, propiedad del conde von Schulenburg. Según las ideas de Hitler, la fábrica debía disponer de su propia ciudad anexada a la misma para alojar a los trabajadores y sus familias.
El nombre escogido por Hitler para el automóvil fue Kdf-Wagen (Kraft durch Freude: ‘fuerza a través de la alegría’) y la ciudad Stadt des KdF-Wagens bei Fallersleben (Kdf-Stadt). Sin embargo, ni en la fábrica ni en toda Alemania nadie empleó otro nombre que no fuese el de Volkswagen para referirse al Escarabajo. El nombre Kdf-Wagen solamente fue utilizado en los catálogos y por los militares nazis. El "Escarabajo","Beetle" o "Käfer", fue el primer Volkswagen. Ferdinand Porsche realizó los planos y diseños del automóvil, pero fue el propio Hitler quien lo pulió modernizando los faros delanteros, traseros y añadiendo una varilla lateral que le daba un aire más deportivo.
El Partido Nacionalsocialista Obrero Alemán facilitó a Ferdinand Porsche la infraestructura necesaria para la construcción de la que sería posteriormente la fábrica encargada del proyecto. Para la realización de este proyecto, se fundó la nueva ciudad, Stadt des KdF-Wagens bei Fallersleben el 26 de mayo de 1938. La ceremonia de tan importante acontecimiento para la Alemania nazi, buscaba claramente impresionar al pueblo alemán, que se mostraba confiado con su dirigente. Más de 70 000 personas llegadas de todos los rincones de Alemania acudieron a la ceremonia. Ferdinand Porsche estuvo presente, junto a los generales nazis y al mismísimo Führer. En dicha ceremonia, Hitler subió a bordo de un Kdf-Wagen descapotable, conducido por Ferdinand Porsche. La empresa fue fundada el 28 de mayo de 1937 por el propio Ferdinand Porsche y el Frente Alemán del Trabajo.

### Segunda Guerra Mundial
Con el propósito de financiar todo este proyecto para dotar al pueblo alemán de un automóvil de bajo coste, el gobierno alemán ideó un sistema en el que los ahorradores deseosos de poseer un Volkswagen (automóvil del pueblo), aportarían 5 marcos semanalmente; así, se reunieron alrededor de 286 000 000 marcos. Ninguna de estas personas recibió su Kdf-Wagen, ya que los proyectos militares monopolizaban la atención del país tras el inicio de la Segunda Guerra Mundial en septiembre de 1939. La fábrica de Fallersleben se destinó a la producción militar y después de seis años de guerra, el dinero del Kdf-Wagen fue requisado por los rusos en concepto de reparaciones de guerra. Hitler nunca llegó a ver su Kdf-Wagen salir de las líneas de producción. Con el fin de la guerra, Ferdinand Porsche fue encarcelado por su vinculación con el régimen nazi y los ingleses tomaron el control de la fábrica.
El 27 de diciembre de 1945 comenzó la producción en serie del escarabajo.

### Desde los años 1950

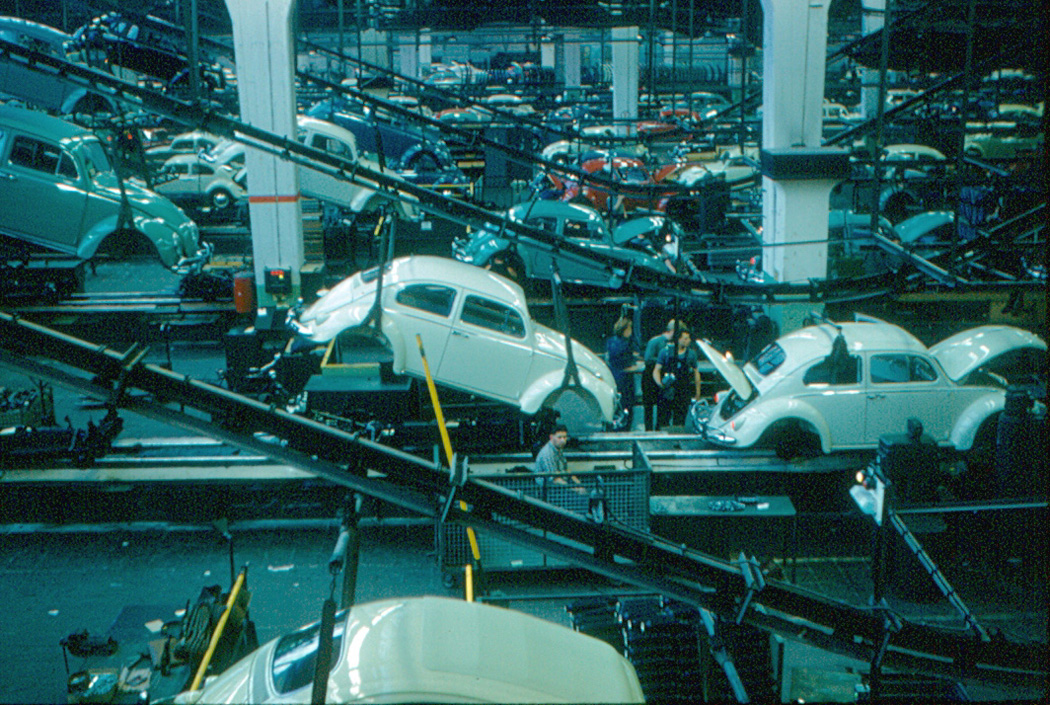
Cadena de montaje en Wolfsburg en 1960.

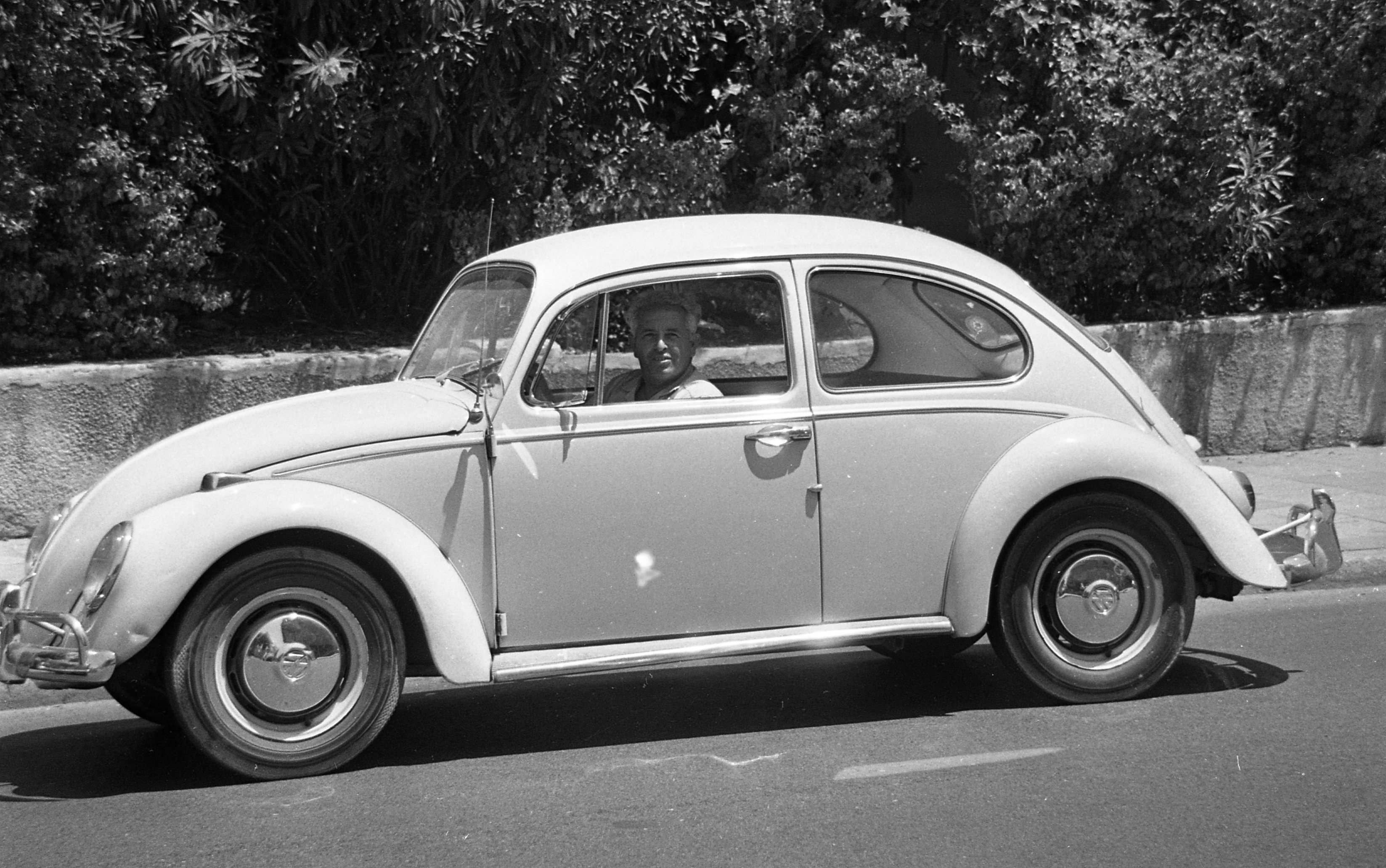
Tipo 1 en Israel en 1969

Aunque sus primeros pasos comenzaron antes de la Segunda Guerra Mundial, no fue hasta los años 1950 cuando el Escarabajo se convierte en un vehículo de gran aceptación social tanto en Europa como América. En 1955 salió de la fábrica el ejemplar un millón, y en 1972 el Escarabajo, como ya se le conocía en todo el mundo, superó el récord de unidades fabricadas de un automóvil, que ostentaba Ford con su modelo "T", al alcanzar la cifra de 15 007 034 fabricados.
En 1978 el Escarabajo dejó de fabricarse en Alemania al bajar la demanda en la mayoría de los países, ya que habían aparecido en el mercado mundial automóviles equivalentes, pero de diseño y tecnología mucho más actuales. Sin embargo, siguió produciéndose en Brasil hasta 1985, reintroduciéndose en aquel país por mandato presidencial en 1993 y descontinuándose finalmente en 1996. En Volkswagen de México, la producción del sedán continuó de forma ininterrumpida hasta 30 de julio de 2003, cuando se produjo el modelo "Última Edición", el cual portaba equipamiento distintivo. La última unidad producida se encuentra en el Museo de Volkswagen en Wolfsburgo y otro de estos codiciados ejemplares fue obsequiado al papa Juan Pablo II por un grupo de concesionarios de la marca en México.
Durante finales del siglo pasado, el escarabajo fue considerado «el automóvil del siglo».
Tras largos años cerrada en la producción de sus arcaicos modelos de motor trasero con cilindros opuestos y refrigerado por aire, Volkswagen afortunadamente recuperó el hilo en la evolución de sus coches y, tras la absorción de Auto Union y del antiguo constructor de automóviles NSU Motorenwerke AG en 1969, basándose en la tecnología heredada de esta última marca, pudo ponerse a la altura del resto de constructores y desarrollar sus propios modelos con tracción y motores delanteros de cuatro cilindros en línea y refrigerados por agua. Tras los iniciales Volkswagen K70, desarrollado íntegramente por NSU y Volkswagen Passat, presentó en 1974 el Golf, que adoptaba la misma configuración mecánica que el avanzado Fiat 127, considerado en la época como el coche-patrón de su segmento, y que fue el modelo más vendido en Europa durante numerosos años. Gracias a esta inyección de tecnología, Volkswagen fue ampliando paso a paso su gama de modelos, abandonando su anterior política de un obsoleto modelo único. Así fue incorporando en primer lugar el Passat en 1973, un poco antes que el deportivo Scirocco y, a continuación, el Golf y el modelo más pequeño Polo.
En 1998 aparece el New Beetle, que ofrece un diseño basado en el antiguo Escarabajo, pero totalmente modernizado, al igual que la tecnología. Este coche estaba destinado principalmente al mercado estadounidense, donde sigue existiendo un gran número de nostálgicos del Escarabajo. La aparición de este modelo, unida a un descenso de la demanda también en los países latinoamericanos, lleva en 2003 al cierre de la fabricación del clásico Vocho en México. Con anterioridad han ido saliendo otros modelos nuevos, como el Phaeton, buque insignia de la marca, el Sharan, el Touran, un monovolumen de siete plazas y el Touareg, un vehículo todoterreno de lujo para uso en ciudad, carretera y en terrenos difíciles.
En 2002, el número de empleados era de 325 000 personas. También en 2002 y después de 28 años de producción, el Golf superó en ventas al legendario Escarabajo.
En el año 2012 se entregaron 5 738 000 vehículos, por lo que su cuota mundial de mercado alcanzó el 12.8%.
En septiembre de 2015 salió a la luz que Volkswagen había instalado ilegalmente un software para cambiar los resultados de los controles técnicos de emisiones contaminantes en 11 000 000 de automóviles con motor diésel vendidos entre 2009 y 2015. Como resultado de este fraude, sus motores habían sorteado con éxito los estándares de la Agencia de Protección Ambiental de Estados Unidos (EPA). Los vehículos implicados emitían hasta 40 veces el límite legal de óxidos de nitrógeno.
En 2012 reportó un beneficio de explotación de 3 747 000 000 €. En 2016 obtuvo ingresos por 105 651 000 000 € y un beneficio neto de 1 869 000 000 €.

### Evolución histórica de los logotipos

De 1937 a 1939
Hasta 1995
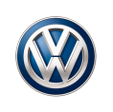
Usado en 2000
Recopilación histórica

## Fábricas

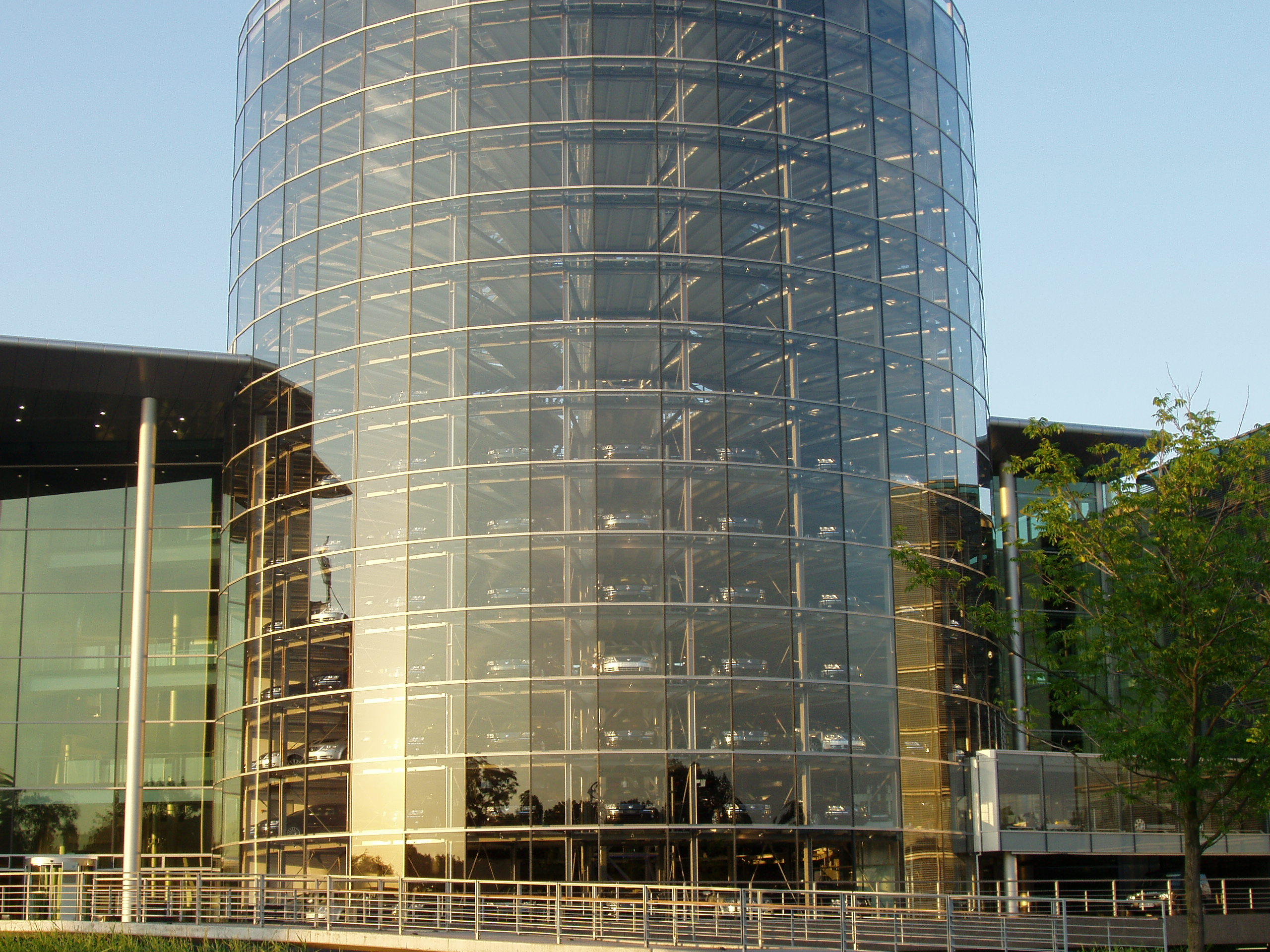
Fábrica del Volkswagen Phaeton en Dresde.

El grupo dispone de 45 fábricas en 21 países: Alemania, Argentina, Bélgica, Brasil, China, España, Eslovaquia, Estados Unidos, Francia, Hungría, India, Italia, Israel, Malasia, México, Polonia, Perú, Reino Unido, República Checa, Rusia, Portugal y Sudáfrica, estando presente en 153 países con organizaciones comerciales propias.
Wolfsburgo es actualmente la sede principal del Grupo Volkswagen. El escudo de armas de la ciudad, que entre 1951 y 1963 aparecería en las versiones de exportación de los Volkswagen, fue diseñado por un dibujante apellidado Kern. Lo componían la figura del tradicional castillo de dos torres y puerta levadiza con un estilizado lobo en las almenas. En su vértice unas líneas onduladas simbolizaban el Mittellandkanal.
Volkswagen ha construido en los últimos años en Dresde una fábrica de cristal totalmente nueva, que permite a los visitantes ver en detalle todo el proceso de fabricación.
En Wolfsburgo ha edificado la Ciudad del Automóvil, un conjunto de edificios destinados al público, en los que se pueden ver exposiciones sobre la historia de la compañía y sobre el mundo del automóvil y en la que los compradores pueden recoger personalmente sus automóviles Volkswagen.
En 1994 VW sorteó la crisis debida a una baja en la demanda aplicando un modelo en el que los empleados acordaron con la patronal reducir la jornada laboral y los salarios en un 20%. El resultado inmediato fue que lograron salvarse cerca de 20 000 puestos de trabajo. Sin embargo en los últimos años la medida se ha mostrado contraproducente.
Volkswagen anunció que compraría un 19.9% de participaciones en la japonesa Suzuki entre 2009 y 2015. Dicha situación no prosperó, ya que Suzuki acusó a Volkswagen por no compartir la tecnología prometida, mientras que Volkswagen objetó un trato en el que Suzuki compró motores diésel a Fiat. Una corte de arbitraje internacional ordenó a Volkswagen a regresar las acciones a Suzuki.
| País      | Ciudad                               | Modelos producidos                                                                            | Fundación |
| --------- | ------------------------------------ | --------------------------------------------------------------------------------------------- | --------- |
| Alemania  | Wolfsburgo                           | SEAT Tarraco, Golf, Fox, Sportvan, Touran, e-Golf, Tiguan                                     | 1938      |
| México    | Puebla de Zaragoza                   | Tiguan, Taos, Jetta                                                                           | 1964      |
| China     | Changchun                            | Audi Q45, Audi A4 Limousine, Audi A6 Limousine, Audi e-tron, Tacqua, Bora, B SMV, Magotan, CC | 1988      |
| Brasil    | Anchieta (Santa Catarina)            | Saveiro, Polo, Nivus, Virtus                                                                  | 1957      |
| Argentina | General Pacheco, Córdoba (Argentina) | Suran, Amarok, Taos                                                                           | 1995      |

## Noticias

### Investigación y desarrollo
Según el EU Industrial R&D Investment Scoreboard de 2014, Volkswagen ocupó el primer lugar entre las empresas que más invierten en investigación y desarrollo del mundo con 11 743 000 000 € en 2013 o el 6% de su factura.

### Registro ambiental 1974

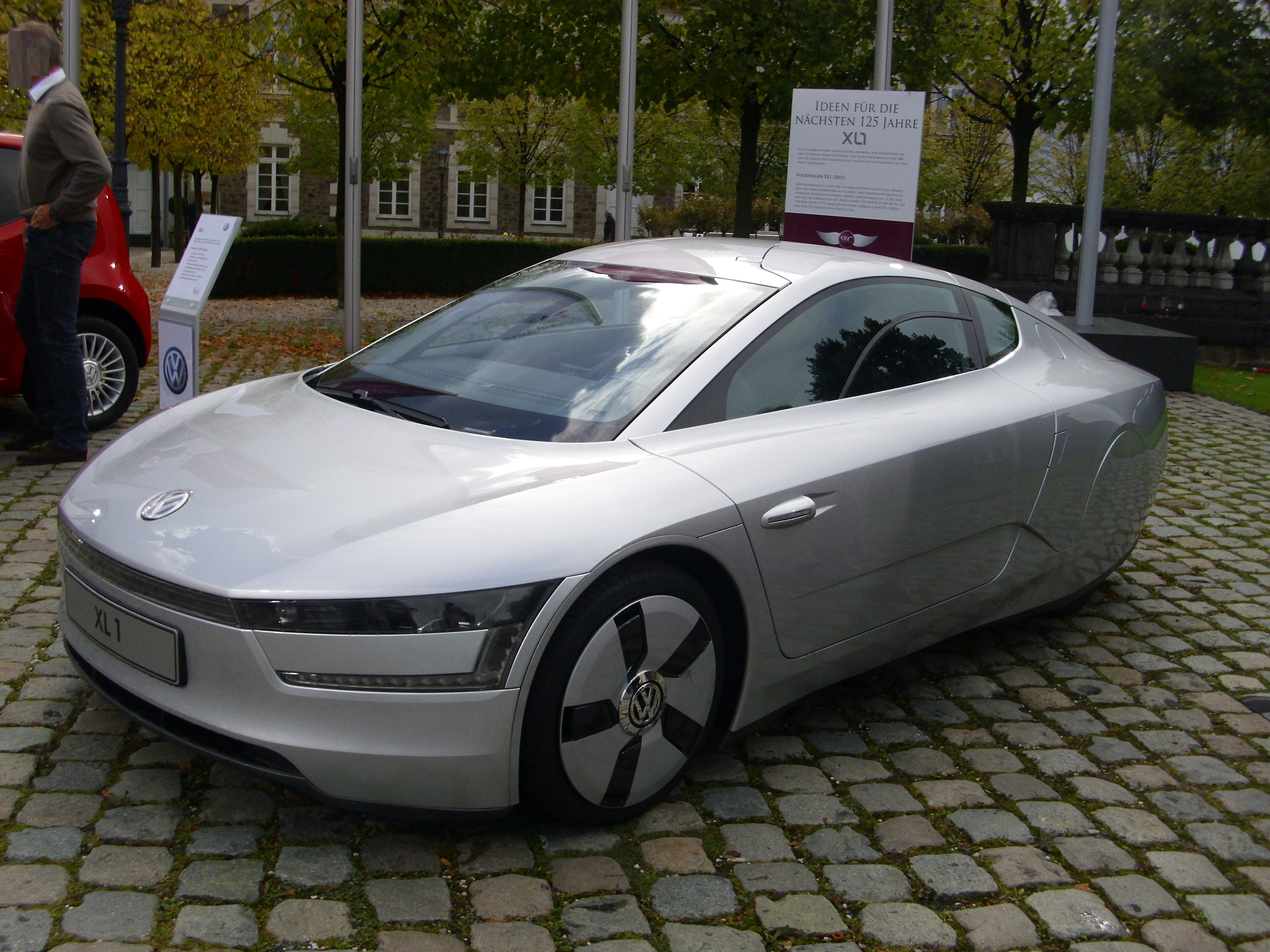
XL1

En 1974 Volkswagen pagó una multa de US$120 000 (equivalente a $741 377 en 2023) para resolver una queja presentada por la Agencia de Protección del Medio Ambiente (EPA) sobre el uso de los llamados "dispositivos de manipulación" que ciertos sistemas de control de la contaminación con discapacidad. La queja dijo que el uso de los dispositivos violó la Ley de Aire Limpio.
Volkswagen puso en marcha por primera vez sus siete objetivos ambientales en el desarrollo técnico en 1996. El plan contenía temas relacionados con la protección del clima, conservación de recursos y la asistencia sanitaria, a través de objetivos como la reducción de las emisiones de efecto invernadero y el consumo de combustible, lo que permite el uso de combustibles alternativos y evitar el uso de materiales peligrosos. Los objetivos originales desde 1996 se han revisado en 2002 y 2007. Volkswagen fue el primer fabricante de automóviles para aplicar la norma ISO 14000 durante su fase de elaboración y se recertificó bajo las normas en septiembre de 2005. En 2011, Greenpeace comenzó a criticar la oposición de Volkswagen a la legislación que exige controles más estrictos sobre las emisiones de CO2 y la eficiencia energética, por lo que fue lanzada una campaña publicitaria parodiando una serie de VW de comerciales basados en Star Wars.
En 2013, el XL1 convirtió en el más coche de producción eficiente de combustible en el mundo, con un consumo de combustible combinada reivindicada de 0,9 L/100 km (111,1 km/L; 261,4 mpgAm). El estilo de manejo tiene un enorme impacto en este resultado, ya que un estilo "normal" de produce un consumo en el orden de 1,96 L/100 km (51,0 km/L; 120 mpgAm).
A partir de 2014, VW se ha registrado en una empresa de economía de combustible promedio (CAFE) de 34 a 38 mpgAm (6,9 a 6,2 L/100 km) (14,5 a 16,2 km/L).

## Polémicas
Volkswagen en los últimos 25 años, se ha visto envuelta en varios escándalos de fraude muy sonados en el mundo automotriz. El primero de ellos en 1996, con el caso "López de Arriortua" y GM, donde Volkswagen tuvo que indemnizar a la marca estadounidense por contraespionaje industrial, del cual los medios de comunicación dieron buena cuenta de ello. Seguidamente en 2015, con el llamado "Dieselgate" descubierto también en Estados Unidos y que afectaba a todas las marcas del Grupo Volkswagen a nivel mundial, relacionado con la falsedad de emisiones de gases a la atmósfera mediante dispositivos fraudulentos montados en sus coches. En algunos Estados, hasta noviembre de 2020, el Grupo VAG, todavía estaba por procesar jurídicamente.

### Violaciones de emisiones de diésel

Logo de la Agencia de Protección del Medio Ambiente de Estados Unidos.

El 19 de septiembre de 2015, la Agencia de Protección Ambiental de Estados Unidos (EPA) acusó a Volkswagen de haber instalado un software en sus vehículos a diésel para falsificar las pruebas de contaminación. Dicho software detectaba cuándo el coche se encontraba bajo revisión, limitando la emisión de gases tóxicos por debajo del límite permitido. Sin embargo, durante condiciones normales de conducción, el software de control de emisiones se cortaba con el fin de lograr una mayor economía de combustible y energía adicional, lo que resultaba en tanto como 40 veces más contaminación de lo permitido por la ley.
En un principio, Volkswagen admitió haber introducido dicho software en los más de 400 000 vehículos diésel vendidos en Estados Unidos. Michael Horn, el jefe de Volkswagen en Estados Unidos, admitió los hechos y pidió disculpas públicamente. Sin embargo, pocos días después se conoció que dicho software había sido instalado también en vehículos vendidos en Europa y, de este modo, la cifra de coches afectados ascendía a 11 000 000 vehículos en todo el mundo. A lo largo de las siguientes dos semanas, Volkswagen perdió valor bursátil al caer de una cotización de US$161,35 (equivalente a $207,4 en 2023) al cierre del viernes 18 a los US$101,15 (equivalente a $130,02 en 2023) el viernes 2 de octubre, lo que representaba una variación negativa del -37%. Sin embargo, al cierre del 7 de octubre, las acciones de Volkswagen AG (VOW.DE) se cotizaban en US$118 (equivalente a $151,68 en 2023). La tendencia de recuperación es atribuida a las acciones tempranas de transparencia, aceptación y disculpas ofrecidas por la corporación.
El 23 de septiembre de 2015, Martin Winterkorn, presidente de Volkswagen, dimitió a consecuencia de la crisis del falseamiento de las emisiones de los gases contaminantes.
El 25 de septiembre de 2015, Matthias Müller, es nombrado nuevo presidente de Volkswagen.
El miércoles 11 de enero de 2017, Volkswagen acordó declararse culpable del escándalo de las trampas de las emisiones y acordó pagar US$4 300 000 000 (equivalente a $5 344 936 193 en 2023) en multas. Fueron acusados seis ejecutivos de Volkswagen. Al día siguiente, uno de los ejecutivos acusados recibió la orden de búsqueda para ser detenido sin fianza en espera de juicio ya que se temía que podría huir a Alemania y la extradición sería imposible. Por esta razón, el personal de alta dirección de VW fue advertido de no viajar a los Estados Unidos. El 23 de enero de 2017, un juez de Estados Unidos aprobó un acuerdo de US$1 200 000 000 (equivalente a $1 491 610 100 en 2023) de los que US$650 000 000 (equivalente a $807 955 471 en 2023) eran para los distribuidores estadounidenses "que, al igual que los consumidores, fueron sorprendidos por el fraude descarado que VW había perpetrado," recibirían un promedio de US$1 850 000 (equivalente a $2 299 566 en 2023).

### Publicidad falsa
En marzo de 2016, la Comisión Federal de Comercio de los Estados Unidos demandó a Volkswagen por publicidad engañosa, al haber constatado que los vehículos diésel "limpio" de Volkswagen eran menos respetuosos del medio ambiente de lo anunciado.

## Cifras globales de ventas
| Años | Total               |
| ---- | ------------------- |
| 2006 | 10 000 000 unidades |
| 2007 | 5 200 000 unidades  |
| 2008 | 6 000 000 unidades  |
| 2009 | 6 300 000 unidades  |
| 2010 | 7 200 000 unidades  |
| 2011 | 8 300 000 unidades  |
| 2012 | 9 300 000 unidades  |
| 2013 | 9 700 000 unidades  |
| 2014 | 10 200 000 unidades |
| 2015 | 10 000 000 unidades |
| 2016 | 10 300 000 unidades |

## Acuerdos en otros continentes
Fuera de Europa Volkswagen tiene socios para extenderse por los demás continentes:
- FAW-Volkswagen: Desde 1991 para el mercado asiático, más concretamente en China, fabricando y comercializando modelos específicos para dicho mercado.[40]

- Sovac S.P.A y Volkswagen: Des 2017 para en mercado africano concretamente en Argelia donde se construyó una nueva fábrica.[41]

## Modelos
Listado de modelos desde 1919 en Volkswagen en la Wikipedia en alemán o en el Anexo de autos de AutoAmpel.
| Modelos               | Imagen | Tipo            |
| --------------------- | ------ | --------------- |
| Up!                   |        | Coche de ciudad |
| Fox (América del Sur) |        | Subcompacto     |
| Polo                  |        | Subcompacto     |
| New Beetle            |        | Cupé            |
| Golf                  |        | Compacto        |
| Jetta                 |        | Sedán           |
| Passat                |        | Sedán           |
| CC                    |        | Sedán-cupé      |
| Arteon                |        | Sedán-cupé      |
| Phaeton               |        | Sedán de lujo   |
| Eos                   |        | Descapotable    |
| Scirocco              |        | Deportivo       |
| Golf Plus             |        | Monovolumen     |
| Touran                |        | Monovolumen     |
| Sharan                |        | Monovolumen     |
| Tiguan                |        | SUV             |
| Suran                 |        | SUV             |
| Touareg               |        | SUV             |
| Polo GTI              |        | Subcompacto     |
| Golf GTI              |        | Deportivo       |

El Golf GTI W12-650 era un prototipo de automóvil presentado en 2007, conocido como el Golf más radical de todos los tiempos, el cual nunca llegó a la fase de producción. Contrariamente a lo que muchos creen, el Golf no fue el primer automóvil en utilizar las siglas GTI, sino el Maserati 3500 GTI presentado en 1960.

### Modelos eléctricos
VW e-smartConnect es el sistema de recarga robotizada para los coches eléctricos del fabricante.

##### GTE
Son coches con motor eléctrico para convertir; motor GTEov, el motor y la transmisión están totalmente compartidas con el Audi A3 e-tron:
| Modelo     | Imagen | Tipo |
| ---------- | ------ | --- |
| Polo GTE   |        | Subcompacto híbrido eléctrico enchufable con motor eléctrico y batería de ion de litio de 8 kWh (29 MJ) de 60 kW (81,6 CV) y el turbo TSI de 1,0 a 1,4 litros. |
| Golf GTE   |        | Hatchback con un motor eléctrico con autonomía de 50 km (31,1 millas) a la corriente.                                                                          |
| Passat GTE |        | Sedán |

##### e-Modelos
Los e-Modelos son vehículos eléctricos.
| e-Up!  |
| e-Golf |

#### Modelos R
| Golf R     |  | Deportivo compacto |
| Scirocco R |  | Deportivo compacto |

### Modelos históricos
Volkswagen T1
| KDF-Wagen     |  | 1936-1945 |
| Kübelwagen    |  | 1940–1945 |
| Schwimmwagen  |  | 1942–1944 |
| Escarabajo    |  | 1938-2003 |
| Karmann Ghia  |  | 1955–1974 |
| 1500/1600     |  | 1961–1973 |
| 181           |  | 1969–1983 |
| Country Buggy |  | 1967–1969 |
| 411           |  | 1968–1972 |
| K70           |  | 1970–1974 |
| 412           |  | 1972–1974 |
| Brasilia      |  | 1973-1982 |
| Scirocco      |  | 1974–1981 |
| Derby         |  | 1977–1981 |
| Corrado       |  | 1988–1995 |
| Lupo          |  | 1998–2004 |
| New Beetle    |  | 1998–2010 |
| Sharan        |  | 1995-2021 |
| Routan        |  | 2009-2013 |

### Modelos fuera de Europa
| Brasilia   |
| Gol/Parati |
| Fox        |
| Suran      |

## Término de nomenclaturas de Volkswagen contemporáneos
Los nombres de algunos modelos de Volkswagen hacen referencia a vientos:
| Coche    | Viento                                     |
| -------- | ------------------------------------------ |
| Passat   | Passat en alemán significa Vientos alisios |
| Scirocco | Scirocco, significa Siroco                 |
| Golf     | por la Corriente del Golfo                 |
| Jetta    | del inglés Jetstream                       |
| Santana  | Vientos de Santa Ana                       |
| Vento    | del italiano Vento                         |
| Bora     | por el Viento bora                         |
| Suran    | en mapudungún, significa «viento del sur»  |

Dado que el nombre de «golf» también se utiliza para un deporte es que los modelos posteriores de Volkswagen llevan el nombre de un deporte:
| Coche          | Deporte |
| -------------- | ------- |
| Polo           | Polo    |
| Derby          | Derby   |
| Volkswagen Gol | Fútbol  |

El único vehículo de la firma con el nombre de una capital es el Brasilia.

## Innovaciones de Volkswagen

### Los vehículos de Etanol puro

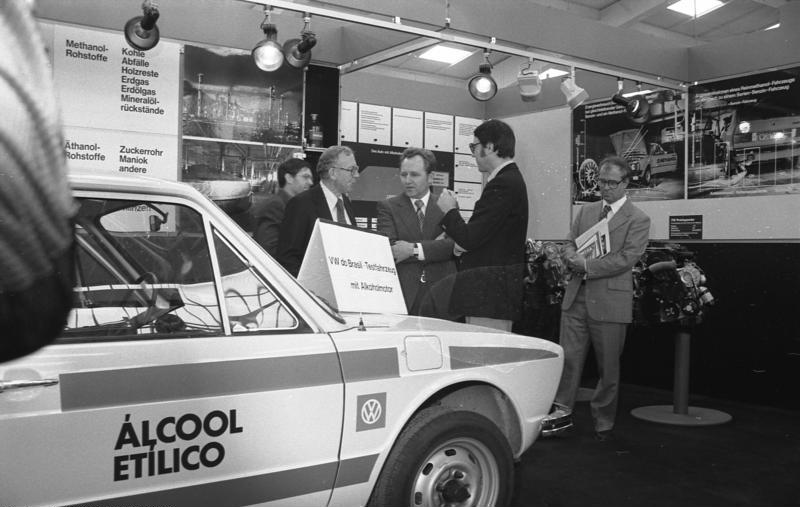
VW pura etanol prototipo desarrollado por Volkswagen do Brasil en 1978.

Volkswagen do Brasil ha producido y vendido vehículos de etanol puro (E100) en Brasil y la producción se detiene después de que se crea el combustible flexible (Flex Fuel). En respuesta a la Crisis del petróleo de 1973, el gobierno brasileño comenzó a promover el bioetanol como combustible, así como el programa nacional de alcohol Pro-Alcohol (Programa Nacional del Alcohol), que fue lanzado en 1975. forzado a la crisis de energía en 1979 y el posterior desarrollo y prueba con una flota de gobierno por el comando general de Brasil para la tecnología aeroespacial (CTA), en São José dos Campos y más pruebas de varios prototipos que se han desarrollado en cooperación con los fabricantes de automóviles locales, incluyendo Volkswagen do Brasil, los vehículos en la red etanol se dan en el mercado brasileño. Los motores de gasolina son modificados para soportar características de la etanol hidratado y cambios que incluyen la relación de compresión, la cantidad de inyección de combustible, un material de reemplazo que se oxidan en contacto con etanol, el uso de una bujía fría de disipación, suficiente para el calor de una llama de más alta temperatura y el sistema de arranque en frío auxiliar que inyecta la gasolina de un pequeño depósito en el compartimiento del motor a temperaturas más bajas. Durante seis años, alrededor del 75% de todos los coches de pasajeros brasileños se produjo con motor de etanol.
Producción y venta de vehículos en etanol puro fueron suspendidas a principios de 1987, debido a varios factores, entre ellos un fuerte descenso en el precio de la gasolina, como resultado de la saturación de petróleo de los años 1980 y el alto precio del azúcar en el mercado mundial, desplazando la producción de etanol a partir de caña de azúcar en combustible de azúcar. A mediados de 1989, la falta de suministro de combustible de etanol en las tiendas locales ha dejado a miles de vehículos en las líneas en las gasolineras o sin combustible en garajes, obligando a los usuarios a abandonar vehículos en etanol.

### Vehículos de combustible flexible

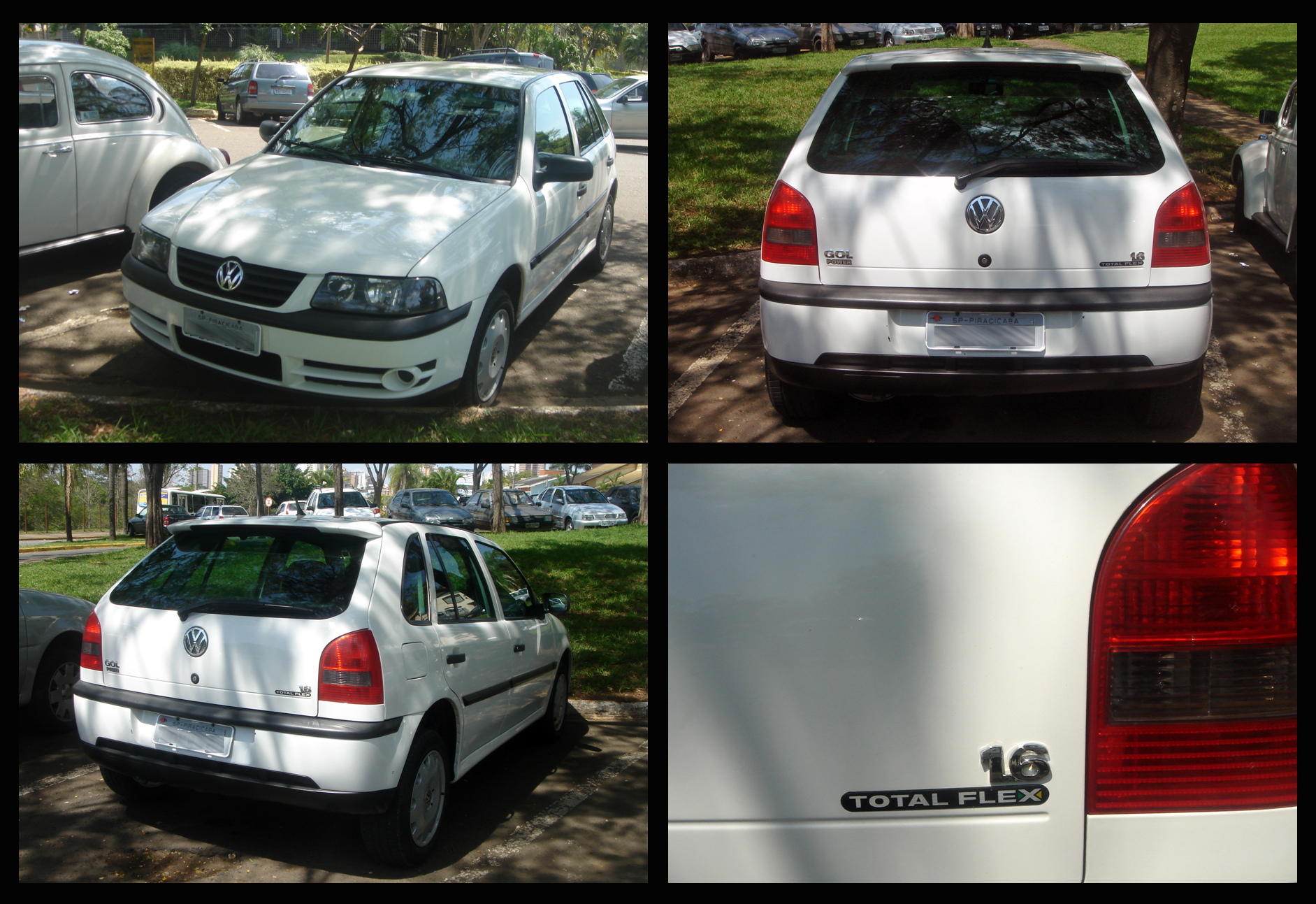
El VW Gol 1.6 Total Flex de 2003, fue el primer vehículo de combustible flexible completa lanzado en Brasil, capaz de funcionar con cualquier mezcla de gasolina y E100.

En marzo de ese año, en su cincuenta aniversario, Volkswagen do Brasil lanzó en el mercado local el Gol 1.6 Total de Flex, el primer vehículo de combustible flexible comercial en Brasil, capaz de funcionar con cualquier mezcla de E20-E25 gasolina y hasta el 100% híbridos con combustible de etanol E100. Después de la fiasco etanol puro, se restauró la confianza del consumidor en los vehículos que funcionan con etanol, lo que permite una rápida adopción de la tecnología flex. Esto fue facilitado por la infraestructura de distribución de combustible ya existentes en todo Brasil, con más de 30 000 estaciones de abastecimiento de combustible, fue un patrimonio del programa Pró-Álcool.
Debido al éxito y la rápida aceptación de los consumidores de las versiones de combustible flexible, para el año 2005 VW vendió 293 523 automóviles de combustible flexible y camiones ligeros, y solamente 53 074 automóviles de gasolina, saltar a 525 838 vehículos de combustible flexible y solamente 13 572 coches de gasolina y 248 camiones de gasolina en 2007, y alcanzando ventas de automóviles nuevos de 564 959 vehículos de combustible flexible en 2008, lo que representa el 96% de todos los nuevos coches y camiones ligeros vendidos en ese año. VW do Brasil dejó de fabricar modelos de vehículos de gasolina solamente para el mercado local en 2006, y todos los modelos de gasolina de Volkswagen restantes vendidos en Brasil fueron importados. Los modelos de combustible flexible que actualmente se producen para el mercado local son los de Gol, Fox, CrossFox, Parati, Polo Hatch, Polo sedán, Saveiro, golf y Kombi. En marzo de 2009, Volkswagen do Brasil habían alcanzado la marca hito de dos millones de vehículos de combustible flexible producidos desde 2003.

### Vehículos híbridos

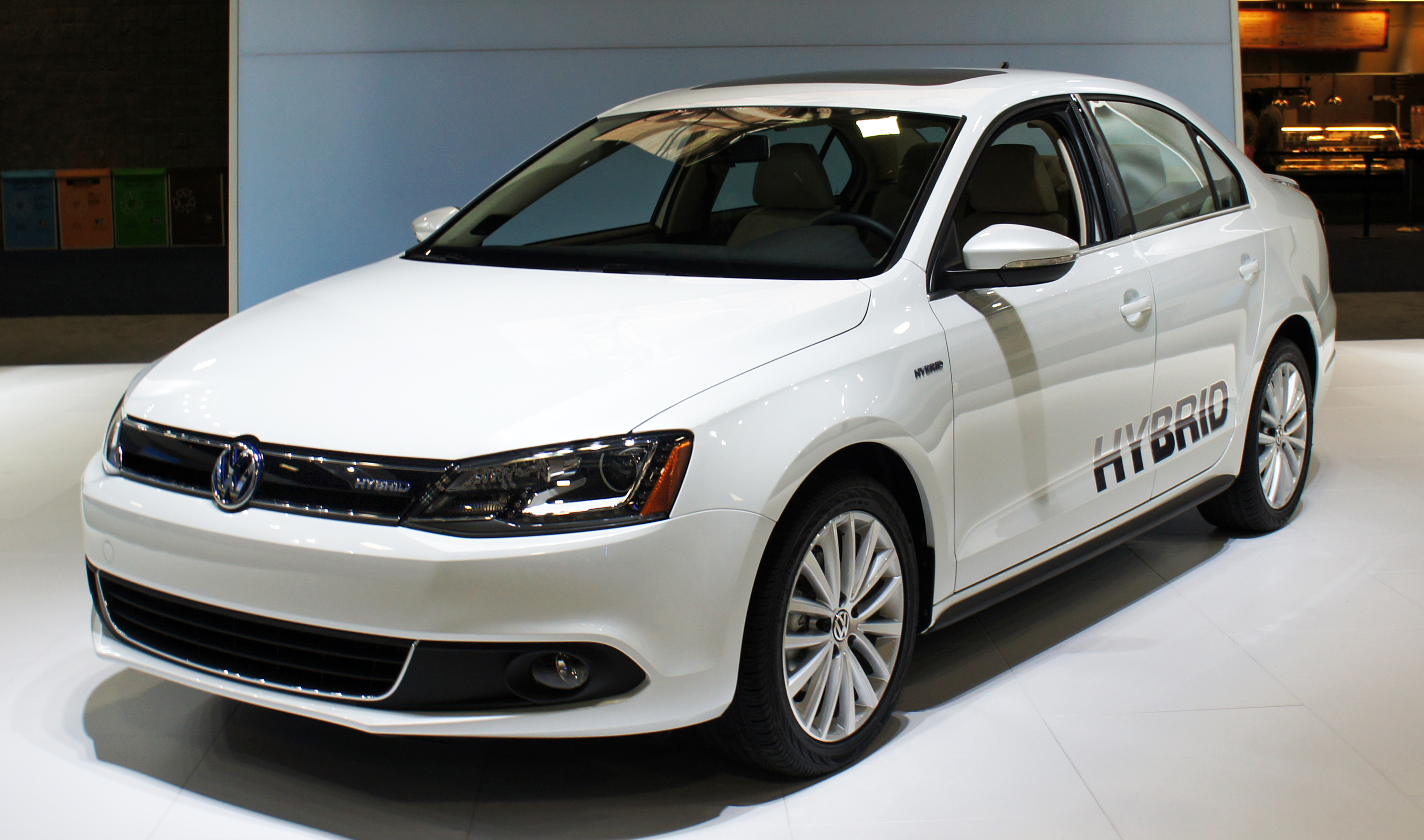
El Jetta Hybrid alcanza 48 mpg en carretera.

Volkswagen y Sanyo se han unido para desarrollar un sistema de baterías para vehículos híbridos. la cabeza de Volkswagen Martin Winterkorn ha confirmado que la compañía planea construir vehículos híbridos eléctricos compactos. Él ha declarado: "Definitivamente habrá modelos híbridos compactos, como el Polo y Golf y, sin gran demora", con gasolina y el diésel como potencia. Por ejemplo, el Golf es el modelo ideal para ir híbrido, como el Golf 1.4 TSI que fue recientemente galardonado con el "Certificado del Auto del Medio Ambiente" por el Instituto Oko-Trend para la investigación ambiental y fue considerado como uno de los vehículos más ecológicos de 2007. también en marcha en Volkswagen Braunschweig investigación y desarrollo en las instalaciones en el norte de Alemania es una versión híbrida de la siguiente generación de la Touareg.
VW tiene la intención de que todos los modelos futuros tengan la opción híbrida. "Los futuros modelos de VW serán fundamentalmente también pueden construir con conceptos híbridos", dijo el jefe de desarrollo de VW Ulrich Hackenberg en Automobilwoche en una entrevista. Hackenberg mencionó que el coche estaba basado en el concepto Up! visto en el Salón del Automóvil de Fráncfort, así como todos los modelos futuros, se podría ofrecer, ya sea con opciones híbridas completas o parciales. El motor trasero del Up! entraría en producción en 2011. Nada se ha dicho sobre opciones de híbridos enchufables.
Volkswagen anunció en el Salón del Automóvil de Ginebra de 2010 el lanzamiento de 2012 Touareg híbrido, para el año 2011. VW también ha anunciado planes para introducir en sus vehículos de diésel, versiones eléctricas híbridas de sus modelos más populares en 2012, comenzando con el Jetta, seguido por el Golf híbrido en 2013 junto con versiones híbridas del Passat. En 2012, el Jetta híbrido logró establecer el récord mundial para convertirse en el coche híbrido más rápido con 187 mph (301 km/h).

### Vehículos eléctricos

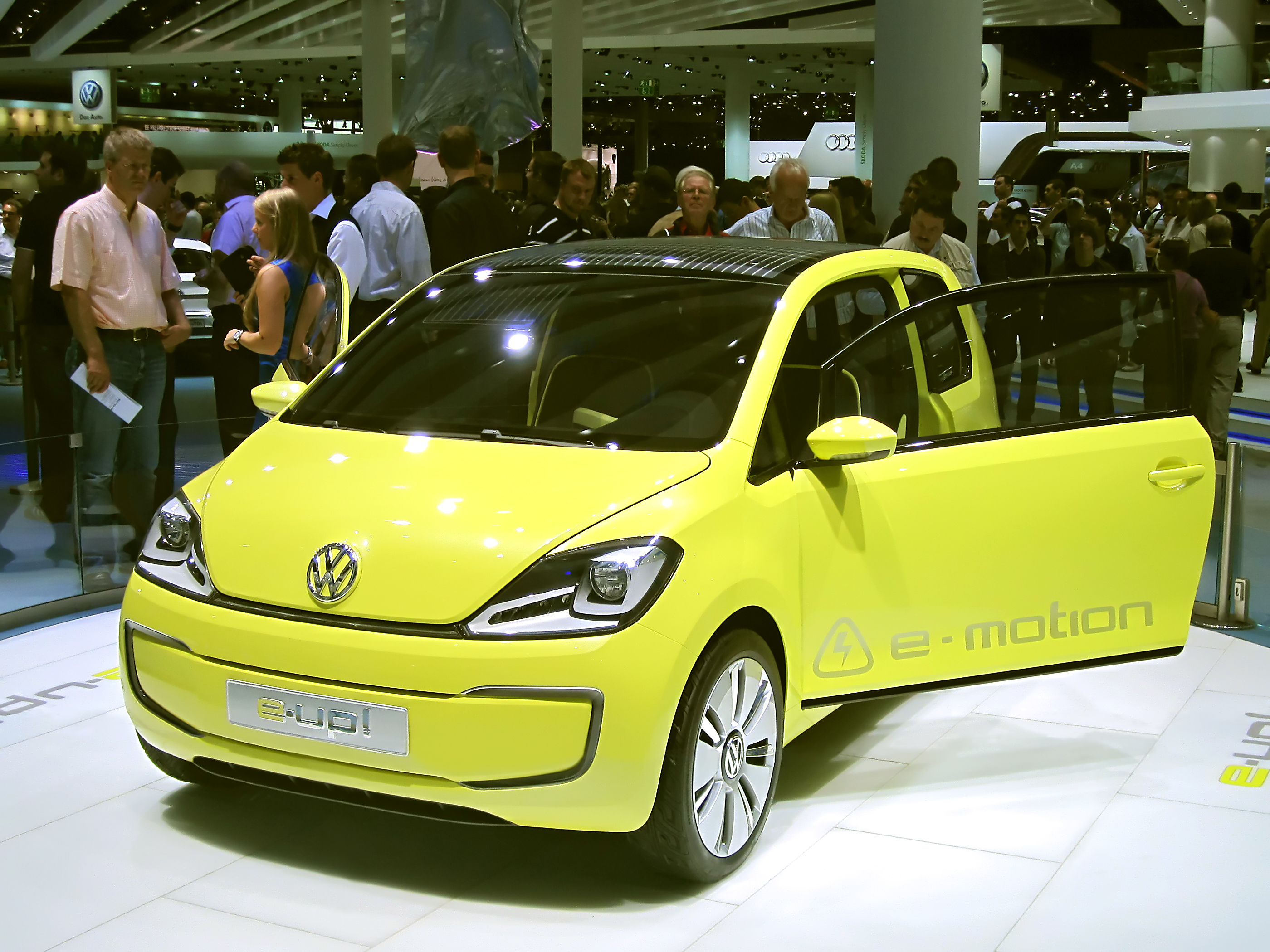
El totalmente eléctrico E-Up! Vehículo sin emisiones (ZEV).

Volkswagen contrato a Karl-Thomas Neumann en uno de sus grupos del director ejecutivo de accionamiento eléctricas. El jefe de investigación de VW, el Dr. Jürgen Leohold dijo que la compañía decidió que el automatizado en pilas de combustible no son opciones viables.
El concepto eléctrico del e-Up! a dos puertas, debutó en la 63.ª edición del Salón del Automóvil de Fráncfort de 2009. El e-Up! tiene 3,19 m de largo impulsados eléctricamente debido a comenzaría en 2013, y utiliza la configuración de asientos 1 + 3. Se utiliza un 60 kW (81,6 CV) de con motor de integración eléctrico pequeño, mientras que en el puesto de forma continua a 40 kW (54,4 CV) que está montada por delante y las cargas de las ruedas delanteras.

### Vehículos eléctricos enchufables

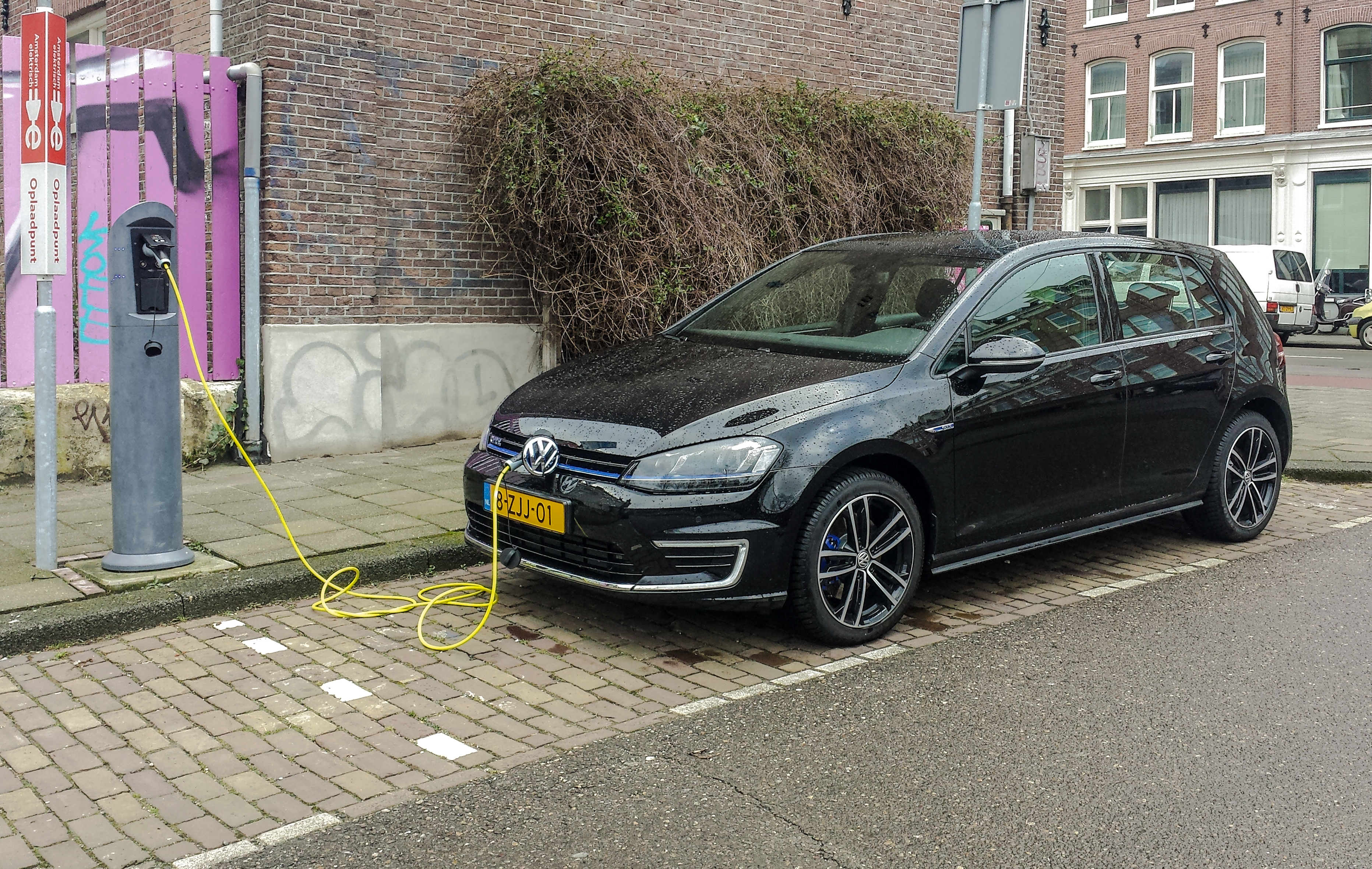
Golf GTE con plug-in híbrido de carga.

En noviembre de 2009, Volkswagen ha anunciado que ha contratado a Karl-Thomas Neumann como su oficial en jefe de grupo para la tracción eléctrica. Jefe de investigación de Volkswagen, Jürgen Leohold, dijo en 2010 la compañía ha llegado a la conclusión coches de batería de combustible de hidrógeno no son una opción viable.
A partir de mayo el año 2016, el Grupo Volkswagen ofrece a los clientes ventas al por menor de los nueve coches eléctricos con plug-in, de los cuales, tres son los coches totalmente eléctricos: el e-Up!, e-Golf y Audi R8 e-tron y seis son los híbridos enchufables: el Golf GTE, Passat GTE, Audi A3 Sportback e-tron, Q7 e-tron quattro, Porsche Panamera S E-Hybrid y el Cayenne S E -Hybrid. Además dos de plug-in híbridos de producción limitada fueron fabricados a partir de 2013, el XL1 con 250 unidades y el Porsche 918 Spyder con 918 unidades. Las ventas totales acumulados de todas las marcas de Volkswagen en vehículos electrificados se esperó al inicio de sus producciones a alcanzar cerca de 103,000 a finales de 2016.
Con el fin de cumplir con los límites de emisiones de dióxido de carbono cada vez más estrictas en los principales mercados, el Grupo VW esperaba vender alrededor de un millón de vehículos totalmente eléctricos y plug-in de vehículos híbridos al año en todo el mundo en 2025. El Grupo tiene previsto ampliar su gama de plug-in con 20 nuevos automóviles híbridos, entre ellos dos coches para competir con Tesla Motors, el Porsche Mission E coches totalmente eléctricos y el Audi e-tron quattro, que se espera para convertirse en el primer vehículo eléctrico de producción masiva de la marca. De acuerdo con Thomas Ulbrich, el jefe de producción de la marca VW, el fabricante de automóviles tiene capacidad para construir tantos como 75 000 baterías eléctricas y híbridos enchufables en un año si la demanda aumenta. Volkswagen anunció en octubre de 2015 que "se va a desarrollar una arquitectura modular para coches eléctricos de batería, llamado el MEB. El sistema estandarizado será diseñado para todas las estructuras del cuerpo y tipos de vehículos y permitirá a la compañía construir vehículos eléctricos emocionalmente atractivos, con un alcance de hasta a 310 mi (499 km)". En junio de 2016, VW puso en marcha un programa de desarrollo de 30 coches totalmente eléctricos en 10 años y vender de 2 a 3 millones de coches eléctricos por año para el año 2025. Debido a los requisitos de mano de obra más bajos para los motores eléctricos que para los motores de émbolo, VW espera una reducción de plantilla gradual a medida que los números de aumento de los coches eléctricos. VW considera la batería de la propiedad de la fábrica como demasiada cara.

## Premios

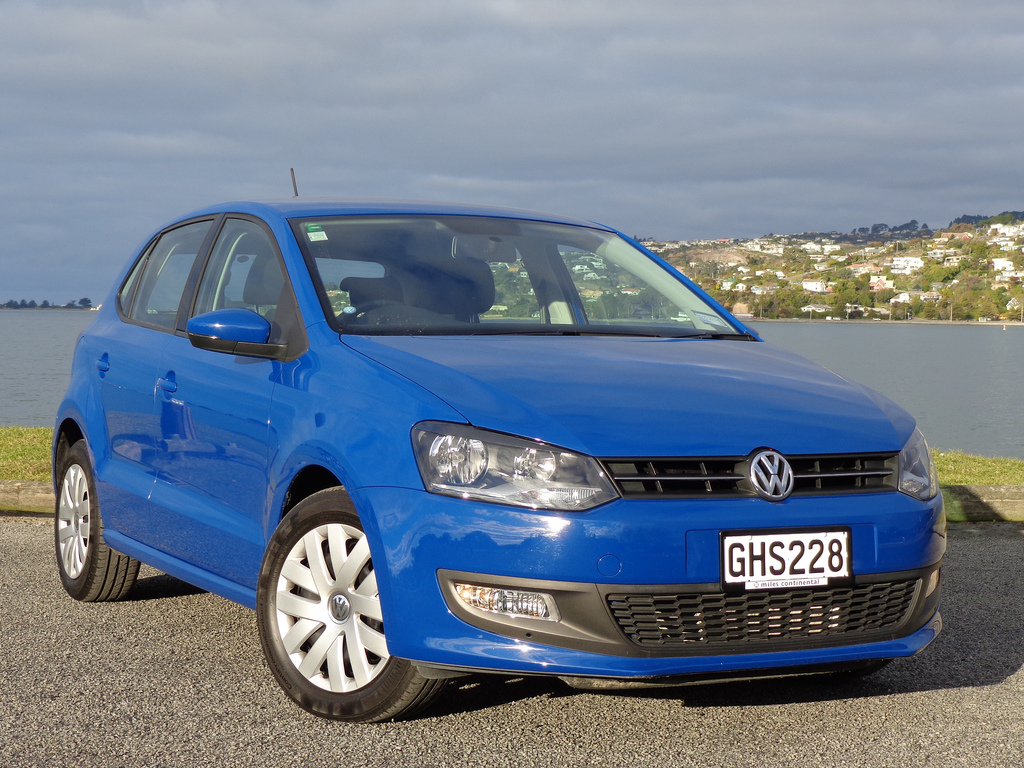
Polo 2011 en Christchurch, Nueva Zelanda.

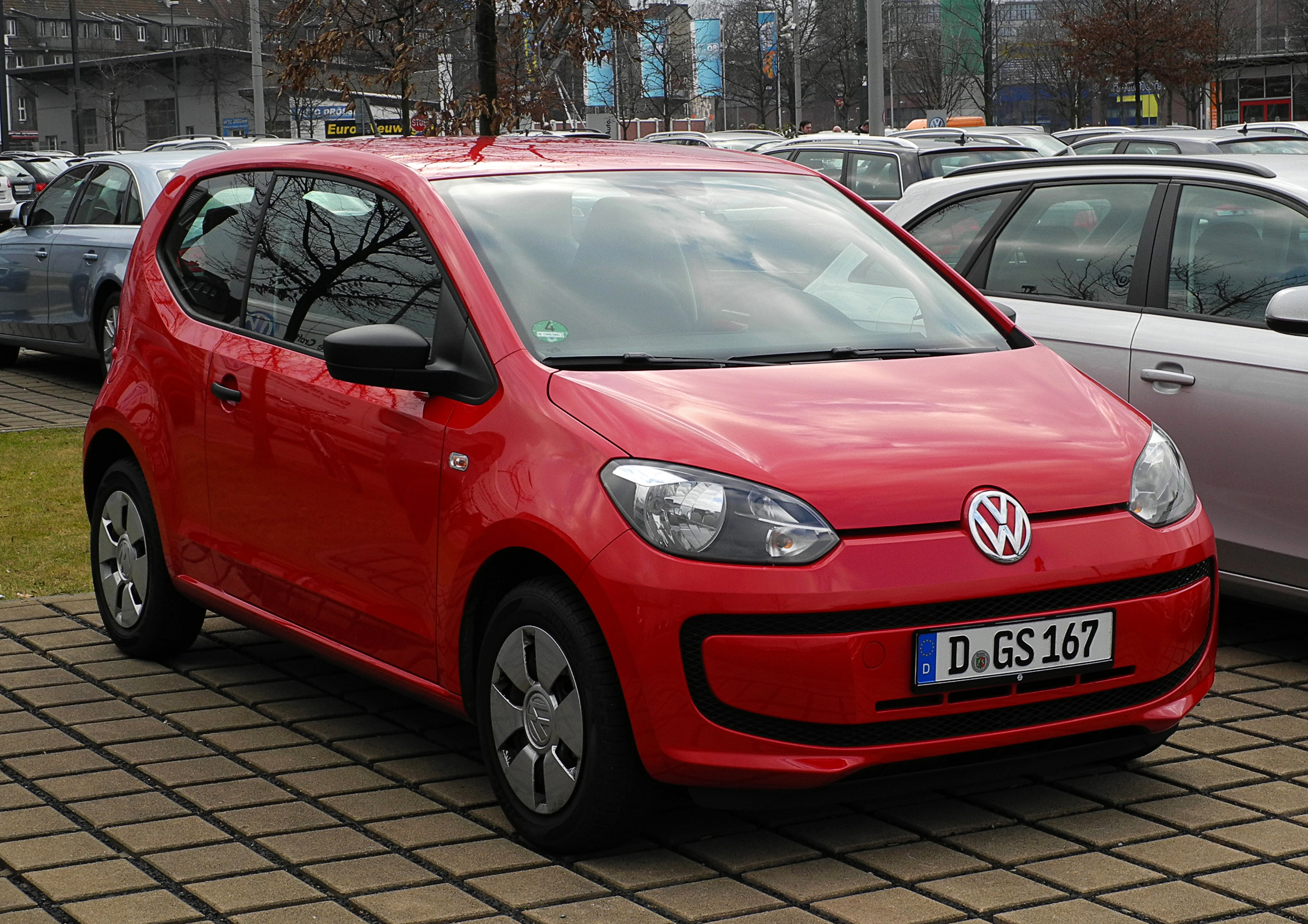
Up! ganando el evento Auto Mundial del Año 2012.

Volkswagen está marcado como el cuarto coche más influyente del siglo XX en el concurso "Coche del Siglo" en 1999 por su modelo de "Escarabajo". Se detuvo solamente por el Ford T, BMC Mini y Citroën DS.
Volkswagen ha producido tres ganadores del premio a los 50 años de edad "Coche del Año en Europa".
- 1992 - Volkswagen Golf
- 2010 - Volkswagen Polo
- 2013 - Volkswagen Golf

Volkswagen ha producido cinco ganadores en los premios de Estados Unidos Coche del año Motor Trend, cuyo nombre original era Coche del año que comenzó en 1949.
- 1985 - Golf GTI
- 1999 - New Beetle (subgrupo COTY importado)
- 2004 - Touareg (subgrupo SUV COTY)
- 2012 - Passat
- 2015 - Línea del Golf[84]

Volkswagen ya ha producido cuatro ganadores recientemente desarrolladas premio del Auto Mundial del Año.
- 2009 - Volkswagen Golf
- 2010 - Volkswagen Polo
- 2012 - Volkswagen up!
- 2013 - Volkswagen Golf

## Posición competitiva

### Diseños y modelos industriales
En 2024, la Reseña anual del Sistema de La Haya de la Organización Mundial de la Propiedad Intelectual (OMPI) clasificó a Volkswagen como el séptimo lugar mundial en número de solicitudes de registro de dibujos y modelos industriales realizadas en el marco del Sistema de La Haya, con 285 solicitudes realizadas durante 2024. El año anterior obtuvo la sexta posición en la misma clasificación.